# Ulster Teachers' Union
L'organizzazione Ulster Teachers' Union è un sindacato con sede nell'Irlanda del Nord, i cui associati comprendono insegnanti di scuola materna, primaria e secondaria e dirigenti scolastici che lavorano nel settore statale. Nel 2010 contava 6.429 iscritti. L'UTU ha stretti legami con la Irish National Teachers Organisation (Organizzazione Nazionale degli Insegnanti Irlandesi), lo Educational Institute of Scotland (Istituto Educativo della Scozia) e la National Union of Teachers (Unione Nazionale degli Insegnanti).

## Storia
L'unione è stata fondata nel 1919 scindendosi dalla Irish National Teachers' Organisation di Dublino prima della fondazione dello Stato Libero d'Irlanda e all'inizio è stata fortemente identificata con il Regno Unito, quindi non affiliata al Irish Trades Union Congress (ITUC) (Congresso dei sindacati irlandesi). Per molti anni la più grande organizzazione sindacale degli insegnanti in Irlanda del Nord, dagli anni '70 ha iniziato a perdere associati a favore della  National Association of Schoolmasters Union of Women Teachers (Associazione Nazionale dei Maestri di Scuola, Unione delle Donne Insegnante) e della Irish National Teachers' Organisation (Organizzazione Nazionale degli Insegnanti Irlandesi). Ora è affiliata al Irish Congress of Trade Unions (ICTU), l'organizzazione ombrello, nata nel 1959 dalla confluenza di Irish Trade Union Congress e di Congress of Irish Unions, cui aderiscono sindacati sia della Repubblica d'Irlanda sia dell'Irlanda del Nord, e ha un rappresentante nel suo Northern Ireland Committee (Comitato Nord Irlandese).

## Segretari generali[2][4]
- Joseph King-Carson (1940 - 1970)
- Brian Toms (1970 - 1978)
- David Allen (1978 - 1997)
- Ray Calvin (1997 - 2004)
- Avril Hall-Callaghan (2004 - in carica)

## Iscritti
Nel 2010 risultava avere 6 429 iscritti, 6 115 nel 2011 e ancora oltre 6 000 nel 2014